# Francesc Panyella
Francesc Panyella i Farreras (Vallirana, 1923 - Marsella, 11 de enero de 2022) fue un activista político, promotor cultural y presidente del Círculo Catalán de Marsella hasta 2022..

## Trayectoria
Nació en Vallirana en 1923, creció en un entorno de familia obrera. En 1936, cuando tenía trece años, se incorporó al comité revolucionario de Vallirana como mecanógrafo.En 1947 se vio obligado a exiliarse en Marsella al ser descubierto como partícipe de un grupo de difusión de prensa clandestina antifranquista.
Allí se vinculó activamente con las Juventudes Socialistas Unificadas (JSU) y asumió tareas de responsabilidad en el Partido Socialista Unificado de Cataluña (PSUC), así como realizó clases como profesor de catalán. Durante su estancia en la ciudad occitana se casó con una exiliada catalana del Pla d'Urgell.  Pronto se vinculó al Círculo Catalán de Marsella, del que en 1951 ya fue secretario y en 1981 asumió su presidencia. Murió el 11 de enero de 2022 en Marsella.
En 2014, el Gobierno de la Generalidad de Cataluña le otorgó la Cruz de Sant Jordi por considerar que había contribuido a impulsar y dinamizar las diversas iniciativas que lleva a cabo una entidad casi centenaria, en relación continuada con los centros catalanes de todas partes del mundo.